# Deer Isle (Maine)
Deer Isle es un pueblo ubicado en el condado de Hancock en el estado estadounidense de Maine. En el Censo de 2010 tenía una población de 1.975 habitantes y una densidad poblacional de 6,17 personas por km².

## Geografía
Deer Isle se encuentra ubicado en las coordenadas 44°13′50″N 68°47′31″O / 44.23056, -68.79194. Según la Oficina del Censo de los Estados Unidos, Deer Isle tiene una superficie total de 320.31 km², de la cual 76.98 km² corresponden a tierra firme y (75.97%) 243.33 km² es agua.

## Demografía
Según el censo de 2010, había 1.975 personas residiendo en Deer Isle. La densidad de población era de 6,17 hab./km². De los 1.975 habitantes, Deer Isle estaba compuesto por el 98.13% blancos, el 0.2% eran afroamericanos, el 0.51% eran amerindios, el 0.2% eran asiáticos, el 0% eran isleños del Pacífico, el 0% eran de otras razas y el 0.96% pertenecían a dos o más razas. Del total de la población el 0.46% eran hispanos o latinos de cualquier raza.